# Upper Foster Lake
Upper Foster Lake är en sjö i Kanada.   Den ligger i provinsen Saskatchewan, i den centrala delen av landet, 2 400 km nordväst om huvudstaden Ottawa. Upper Foster Lake ligger 516 meter över havet. Arean är 83 kvadratkilometer. Den sträcker sig 21,3 kilometer i nord-sydlig riktning, och 18,2 kilometer i öst-västlig riktning.
Trakten runt Upper Foster Lake är nära nog obefolkad, med mindre än två invånare per kvadratkilometer.